# The Comedian
The Comedian es una película de comedia dramática estadounidense dirigida por Taylor Hackford y escrita por Lewis Friedman, Richard LaGravenese, Art Linson, y Jeff Ross. La película está protagonizada por Robert De Niro, Leslie Mann, y Verónica Ferres.

## Reparto
- Robert De Niro como Jackie Burke.
- Leslie Mann como Harmony.
- Verónica Ferres
- Edie Falco como Miller.
- Harvey Keitel
- Danny DeVito
- Hannibal Buress
- Happy Anderson como Severin.

## Producción
El 20 de mayo de 2011, Roger Friedman reveló que el productor y guionista Art Linson había escrito una comedia ''stand-up'' titulada The Comedian con la ayuda del comediante Jeff Ross, la cual tendría como protagonista a Robert De Niro. Martin Scorsese se esperaba que dirigiese la película. Más tarde el mismo año, Sean Penn llegó a bordo para dirigir la película, con Kristen Wiig como protagonistar junto con De Niro. FilmNation Entertainment se adjuntó para manejar las ventas internacionales de la película, que sería producida por Linson, John Linson, Jon Kilik, y De Niro.
El 20 de mayo de 2015, Mike Newell fue contratado para dirigir la película basada en el guion de Art Linson, mientras que el material ''stand-up'' fue escrito por Jeff Ross, y Robert De Niro se adjuntó para interpretar el papel principal. El 7 de julio de 2015, se anunció que Taylor Hackford, había llegado a bordo para dirigir la película sustituyendo a Newell, quien lo dejó debido a conflictos de programación. Linson y John Linson producirían la película junto a Mark Canton y Courtney Solomon a través de Cinelou Films, que también financiarían la película. El 16 de noviembre de 2015, Jennifer Aniston se unió a la comedia para protagonizarla junto con De Niro. El 19 de enero de 2016, Leslie Mann se unió a la película para reemplazar a Aniston, interpretando a una mujer que se hace amiga del cómico. Danny DeVito también fue visto en el set junto con De Niro, pero su elección no fue confirmada. El 26 de febrero de 2016, Verónica Ferres fue elegida para interpretar a una organizadora de bodas que planifica la boda de la hija del personaje de De Niro.
La fotografía principal de la película comenzó el 21 de febrero de 2016 en la Ciudad de Nueva York, y otros lugares que incluyen Manhattan.